# Ludwig von Wallmoden-Gimborn

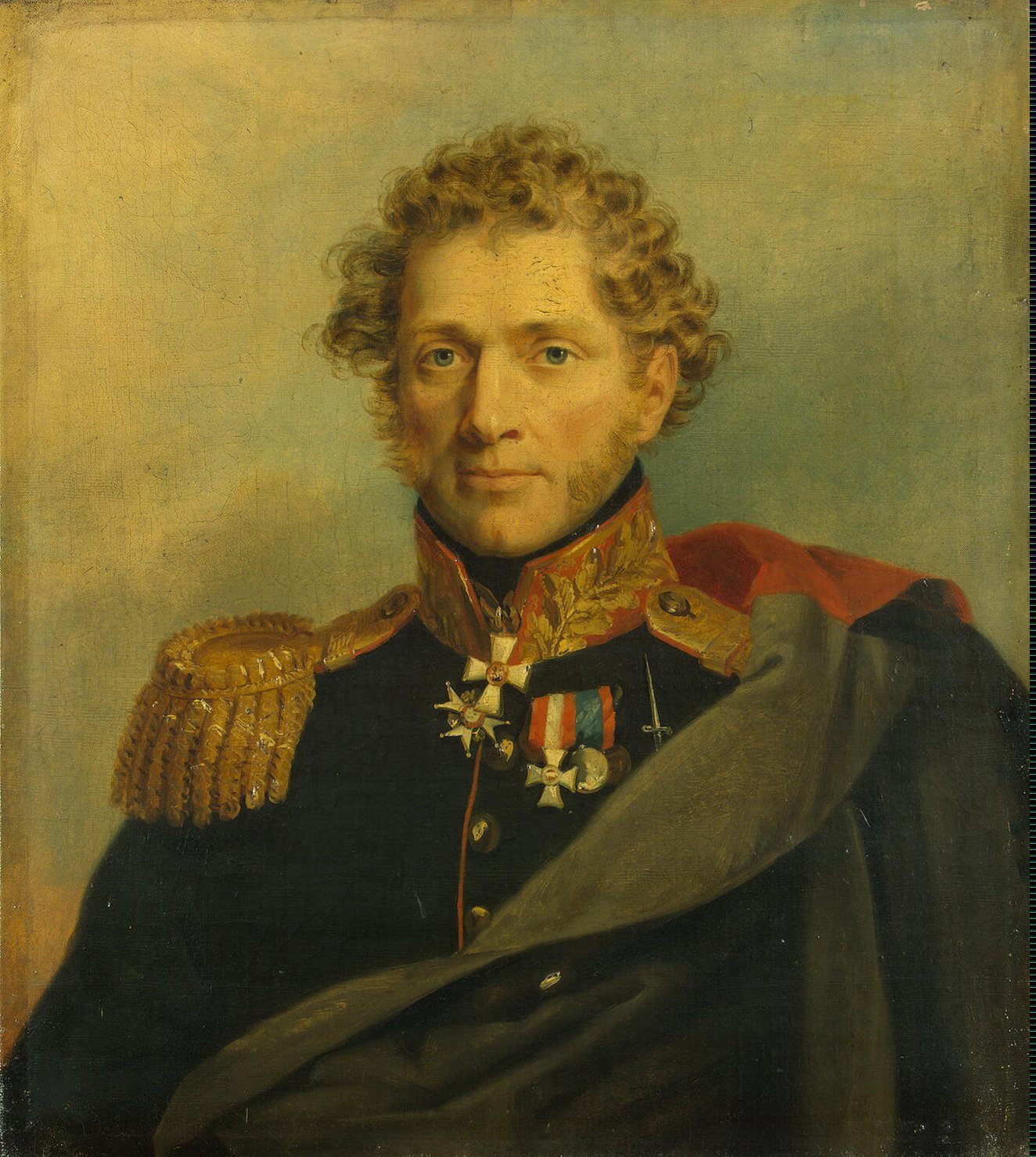
Ludwig von Wallmoden-Gimborn als russischer General Людвиг Георг фон Вальмоден-Гимборн, (Gemälde von George Dawe, 1823/25)

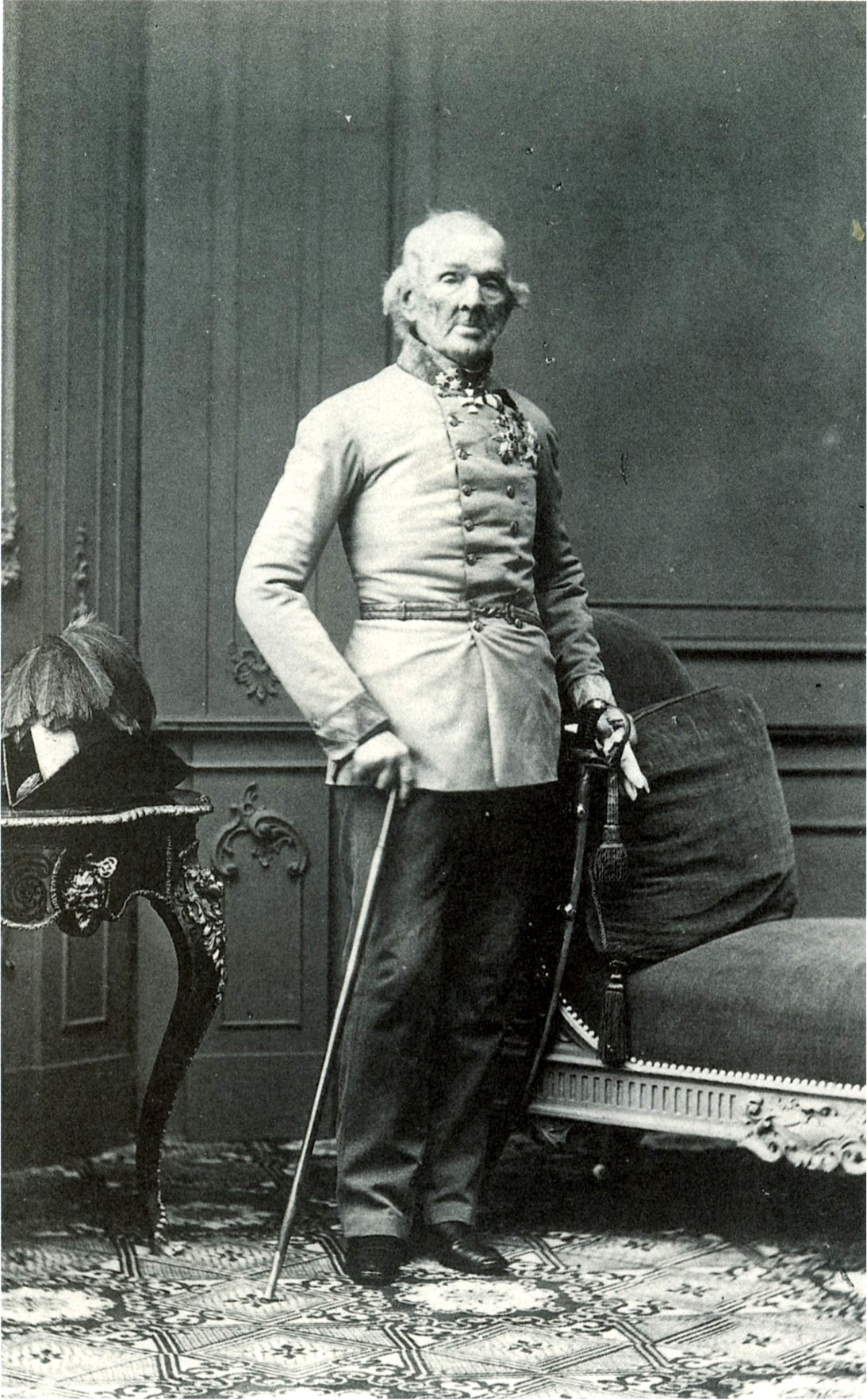
Ludwig von Wallmoden-Gimborn, Fotografie von Ludwig Angerer 1860

Ludwig Georg Thedel Graf von Wallmoden (* 6. Februar 1769 in Wien; † 22. März 1862 ebenda) war ein österreichischer General der Kavallerie.

## Leben
Wallmoden wurde als Sohn des damaligen britischen Gesandten in Österreich geboren. Sein Vater Johann Ludwig Reichsgraf von Wallmoden-Gimborn (1736–1811) war ein unehelicher Sohn Georgs II. August, König von Großbritannien und Irland sowie Kurfürst von Braunschweig-Lüneburg (Kurhannover).
Er trat zunächst in hannoversche, 1790 in preußische und 1795 in österreichische Kriegsdienste. Hier zeichnete er sich in den Feldzügen 1796 bis 1801 als Parteigänger aus und wurde auch wiederholt zu diplomatischen Sendungen verwandt.
1809 schloss er in London den Subsidienvertrag zwischen Österreich und Großbritannien ab. Bei seiner Rückkehr nach Wien nahm er am 5. und 6. Juli im Verband des Korps Klenau als Brigadeführer an der Schlacht bei Wagram teil, worauf er mit dem Kleinkreuz des Militär-Maria-Theresien-Ordens ausgezeichnet wurde. Nach dem Wiener Frieden wurde er am 25. August 1809 zum Feldmarschallleutnant befördert und als Divisionär nach Böhmen versetzt.
1813 trat Wallmoden in den Dienst der russischen Armee. Er wurde Befehlshaber der Russisch-Deutschen Legion, die er mit der Nordarmee vereinigte. Er behauptete sich mit seinem Korps nicht nur gegen die Übermacht des Generals Davout, sondern schlug auch die französische Division Pécheux in der Schlacht an der Göhrde und drang dann in Schleswig vor, wodurch er die Dänen zum Frieden nötigte.
Nach dem zweiten Pariser Frieden 1817 ging er wieder in österreichische Dienste und wurde Befehlshaber der im Königreich Neapel zurückgelassenen österreichischen Truppen. Ende August 1819 wurde er zum Inhaber des späteren Dragonerregimentes Nr. 6 ernannt.
1821 befehligte er unter General der Kavallerie Frimont eine Division gegen die nach Neapel abgesandte Interventionsarmee und schlug am 7. März im Gefecht bei Rieti die von General Pepe befehligten Aufstandstruppen. Darauf erhielt er im Juni den Befehl zur Besetzung  der Insel Sizilien, wo er bis 1823 blieb. Anschließend wirkte er als Kommandeur des 1. Armeekorps in Oberitalien und wurde am 21. März 1827 zum Militärgouverneur von Mailand ernannt. Am 18. September 1838 wurde er zum General der Kavallerie ernannt und verblieb bis 1848 als Militärkommandant in Mailand. Wallmoden machte sich vor allem durch die Ausbildung der leichten Infanterie und die Verbesserung des Tirailleursystems verdient. Unter der Verleihung des Großkreuzes des Leopoldordens wurde er am 19. Oktober 1848 in den Ruhestand versetzt. Ludwig Graf von Wallmoden starb am 22. März 1862 ohne Nachkommen.
Im Jahr 1906 wurde in Wien-Döbling (19. Bezirk) die Wallmodengasse nach ihm benannt.